# マヌエル・ゴンサレス
ホセ・マヌエル・デル・レフーヒオ・ゴンサレス・フローレス（スペイン語: José Manuel del Refugio González Flores, 1833年6月18日 - 1893年5月8日）は、メキシコの軍人、政治家。1880年から1884年まで大統領を務めた。 
彼はタマウリパス州マタモロスのエル・モケッテで生まれた。彼は軍に入り米墨戦争に参加した。1850年代には自由党軍に参加したが、1862年のフランスの武力干渉に於いてはベニート・フアレスの下フランス軍と戦った。